# Tame Impala
Tame Impala est le projet musical psychédélique du multi-instrumentiste australien Kevin Parker, fondé en 2007 à Perth (Australie-Occidentale).
Dans le studio d'enregistrement, Kevin Parker écrit, enregistre, interprète et produit l'entièreté de la musique. En tournée, Tame Impala se compose de Parker (chant, guitare, synthétiseur), Dominic Simper (guitare, synthétiseur), Jay Watson (synthétiseur, chant, guitare), Cam Avery (guitare basse, chant, synthétiseur) et Julien Barbagallo (batterie, chant). Tame Impala a une affiliation étroite avec un autre groupe de rock psychédélique australien : Pond, partageant des membres et des collaborateurs, dont Nick Allbrook, ancien membre de Tame Impala. Initialement signé chez Modular Recordings (fermé en 2015), Tame Impala est désormais chez Interscope Records (UMG) aux États-Unis et Fiction Records (UMG) au Royaume-Uni.
Après une série de singles et d'EP, le premier album studio du projet, Innerspeaker, est sorti en 2010 ; il a été certifié disque d'or en Australie et bien accueilli par la critique. Lonerism, en 2012, a également été acclamé, atteignant le disque de platine en Australie et recevant une nomination aux Grammy Awards pour le meilleur album de musique alternative. Le troisième album, Currents, sort en 2015 et, comme son prédécesseur, remporte les ARIA Awards du meilleur album rock et de l'album de l'année. Kevin Parker gagne par la suite le prix APRA de la chanson de l'année 2016 pour le premier morceau de Currents : Let It Happen. Le quatrième album, The Slow Rush, est sorti le 14 février 2020, et remporte cinq prix aux ARIA Awards.

## Biographie

### Débuts et premier EP (2007 – 2009)
Tame Impala est né du précédent groupe de Kevin Parker, Dee Dee Dums, qui mêlait des influences blues, jazz et rock psychédélique. Ce groupe était formé de Parker à la guitare et de Luke Epstein à la batterie. Ils remportent la deuxième place au AmpFest de 2005, et terminent troisième la même année au cours de la finale nationale de The Next Big Thing. En octobre 2006, les Dee Dee Dums remportent la finale nationale de la National Campus Band Competition.
À la fin de 2007, le groupe change de nom pour Tame Impala, dévoilant un nouveau batteur et changeant la composition du groupe : il n'y a plus dès lors deux guitaristes, mais une composition plus traditionnelle, avec guitare, basse et batterie. Epstein continue à jouer avec Sugarpuss.
Ils tirent leur nom de l'impala, une antilope de petite taille. Leur style musical provient d'une grande variété d'influences et ils se définissent eux-mêmes comme « un groupe de groove rock psychédélique qui se consacre aux mélodies qui font rêver », comme l'explique Kevin Parker.
En juillet 2008, le groupe signe un contrat de distribution internationale avec le label indépendant Modular Recordings. Ils publient ensuite leur premier EP en septembre 2008. Tame Impala se retrouve premier de l'Australian Independent Record Labels (AIR) Chart, et dixième sur l'ARIA Physical Singles Chart, avec trois chansons, Desire Be, Desire Go, Half Full Glass of Wine et Skeleton Tiger. En 2008, le groupe joue en première partie de groupes tels que You Am I, The Black Keys, Yeasayer, MGMT et Arctic Monkeys ; ils ont aussi fait une tournée solo pour promouvoir leur EP.

### Innerspeaker(2010 – 2011)

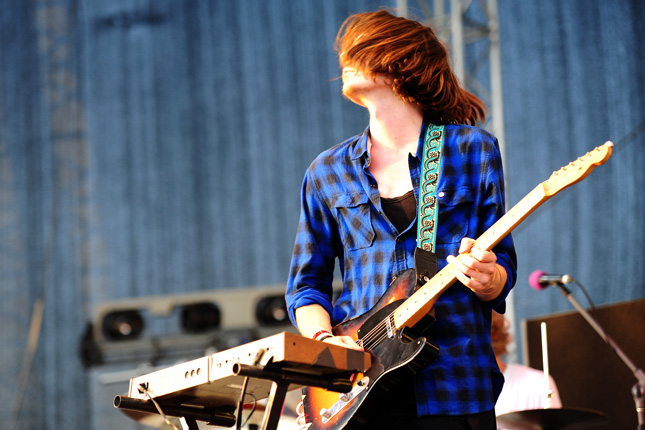
Tame Impala, en concert au Sir Stewart Bovell Park.

Le premier album de Tame Impala, Innerspeaker, est sorti le 21 mai 2010 en Australie, et le 25 octobre de la même année en France. Le batteur français Julien Barbagallo rejoint le groupe en 2012.

### Lonerism(2012 – 2014)
Leur deuxième album, intitulé Lonerism, est sorti en 2012. En novembre 2012, Lonerism décroche le J Award de l'album australien de l'année. Il s'agit de la deuxième fois que Tame Impala remporte le prix, le premier étant pour l'album Innerspeaker en 2010. Ils sont le premier groupe à remporter plus d'une fois d'affilée le J Award. En janvier 2013, Lonerism est choisi par Rolling Stone pour le prix de l'album de l'année 2012 après avoir remporté celui pour Innerspeaker en 2011. Également, Lonerism atteint la première place des classements établis par Rolling Stone, Triple J, NME, Filter, Urban Outfitters, FasterLouder et Obscure Sound. Elephant et Feels Like We Only Go Backwards se classent 7e et 9e, respectivement, du Triple J's Hottest 100 for 2012
Le groupe entame une tournée internationale entre 2012 et 2013, aux côtés de The Growl. Pendant cette tournée, ils participent à des festivals, tels que le Coachella, et apparaissent au Late Night with Jimmy Fallon. Pour cette tournée, Watson passe de la batterie aux claviers, et Parker recrute Julien Barbagallo à la batterie. En septembre 2012, la première présence américaine de Tame Impala se fait en couverture du magazine The Fader, 82e édition. Elephant est utilisé dans une publicité pour BlackBerry Z10, dans la deuxième saison de la Girls sur HBO et dans le film Le Cinquième Pouvoir.
Le 18 mai 2013, via une annonce sur leur page Facebook, le groupe annonce le départ de Nick Allbrook, le bassiste souhaitant se concentrer sur d'autres projets. Il est remplacé par Cam Avery, musicien évoluant déjà dans la formation Pond, au même titre que Kevin Parker, Jay Watson et Nick Allbrook lui-même. Lonerism est nommé pour le Grammy Award du meilleur album de musique alternative en décembre 2013.

### Currents(2015 – 2017)
En juillet 2015, leur troisième album Currents est publié.
En avril 2016, Parker annonce l'écriture de nouveaux morceaux, mais qu'il est incertain concernant l'avenir de Tame Impala, ni même « pour quoi que ce soit d'autre ». En octobre 2017, une édition collector de Currents est annoncée. Publiée le 17 novembre, elle comprend trois faces B et deux remixes. À la fin 2017, Tame Impala annonce sa venue au concert Mad Cool 2018 en Espagne.

### The Slow Rush(depuis 2018)

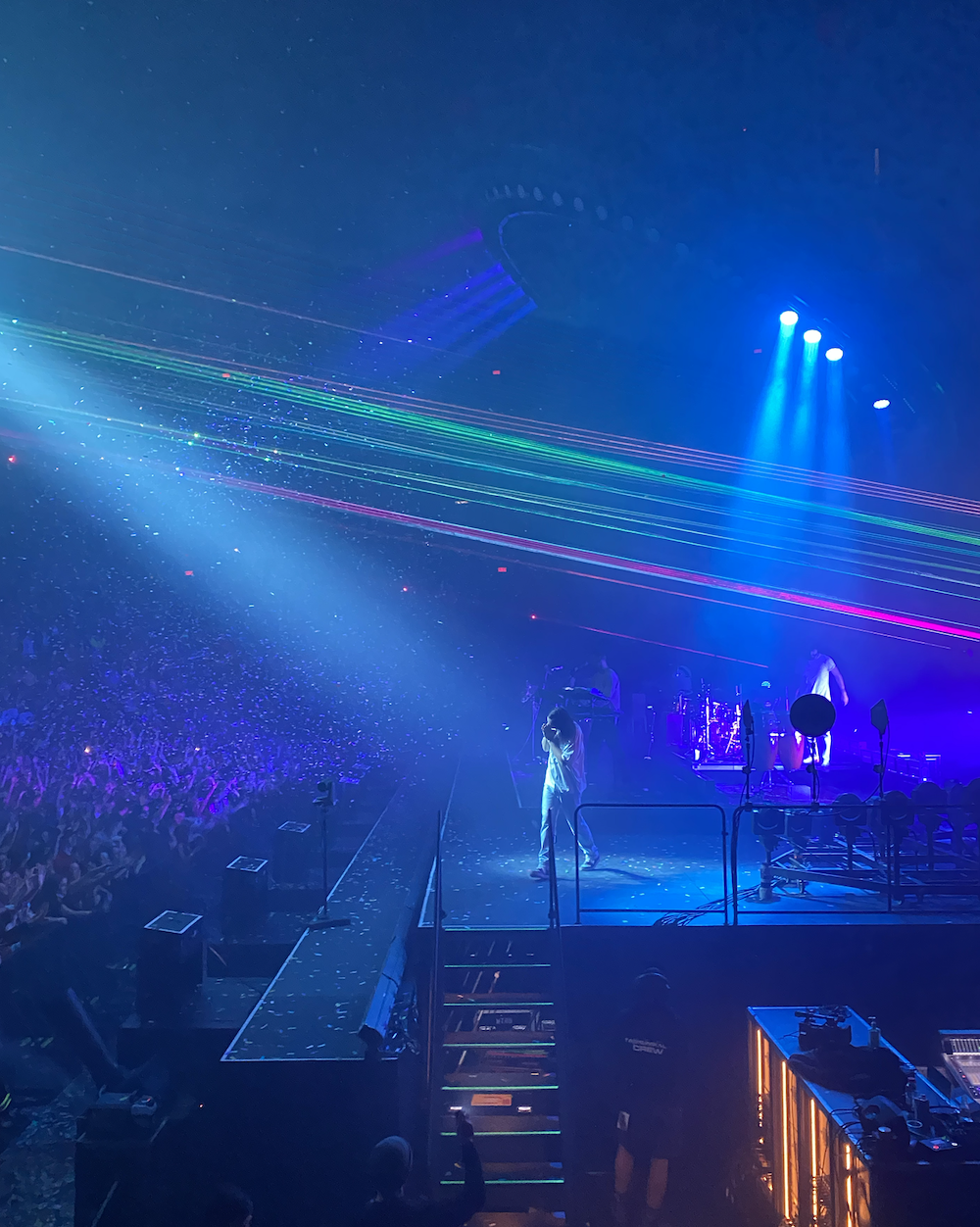
Photo prise lors du concert de Tame Impala à la Place Bell

En juillet 2018, le groupe annonce travailler sur un nouvel album.
En janvier 2019, il est annoncé que le groupe sera une des têtes d'affiche du Coachella Festival en avril 2019. Le groupe sort le titre Patience le 21 mars 2019.
Borderline, le premier single officiel de l'album sort le 12 avril 2019. Le 25 octobre 2019, la sortie de l'album The Slow Rush est annoncée pour le 14 février 2020. Le 28 octobre 2019, Tame Impala sort It Might Be Time, deuxième single de l'album. Le troisième single de l'album sort le 3 décembre 2019, il est intitulé Posthumous Forgiveness. Dernier single avant la sortie de l'album, Lost in Yesterday est publié le 8 janvier 2020.
Depuis 2020, le groupe compose également quelques musiques entendues sur des films tels que Elvis, Donjons et Dragons : L'Honneur des voleurs, et Barbie.

## Membres

### Membres actuels

#### Studio
- Kevin Parker - chants, chœurs, instruments, mixage audio, production musicale (depuis 2007)

#### Live
- Kevin Parker - chants, guitare (depuis 2007)
- Jay Watson - synthétiseur, guitare, chœurs (depuis 2007)
- Dominic Simper - guitare, synthétiseur, clavier (depuis 2007)
- Julien Barbagallo - batterie, chœurs (depuis 2012)
- Cam Avery - basse, chœurs, synthétiseur (depuis 2013)

### Ancien membre

#### Live
- Nick Allbrook - guitare, synthétiseur, basse (2010 - 2013)

## Discographie

### Albums studio
- 2010 : Innerspeaker
- 2012 : Lonerism
- 2015 : Currents
- 2020 : The Slow Rush

### Albums live
- 2010 : Live at the Corner
- 2014 : Live Versions

### EP
- 2008 : Tame Impala [H.I.T.S. 003]
- 2008 : Tame Impala
- 2013 : Peace And Paranoia Tour 2013 (avec The Flaming Lips)

### Singles
- 2009 : Sundown Syndrome
- 2010 : Solitude Is Bliss
- 2010 : Lucidity
- 2010 : Expectation
- 2011 : Why Won't You Make Up Your Mind?
- 2012 : Elephant
- 2012 : Feels Like We Only Go Backwards
- 2013 : Mind Mischief
- 2015 : Let It Happen
- 2015 : Cause I'm A Man
- 2015 : The Less I Know the Better
- 2019 : Patience
- 2019 : Borderline
- 2019 : It Might Be Time
- 2019 : Posthumous Forgiveness
- 2020 : Lost in Yesterday
- 2020 : Breathe Deeper
- 2020 : Is It True
- 2025 : End Of Summer